# Annabel Kosten
Annabel Kosten (n. 23 mai 1977, Oostburg⁠(d), Zeelanda, Țările de Jos) este o înotătoare ce a reprezentat Regatul Țărilor de Jos, medaliată olimpică. A participat la o ediție a Jocurilor Olimpice (2004) în care a câștigat o medalie de bronz.

## Participări
Lista de mai jos prezintă principalele competiții la care a participat Annabel Kosten de-a lungul carierei.
- swimming at the 2004 Summer Olympics – women's 4 × 100 metre freestyle relay[*]